# 近鉄1800系電車
近鉄1800系電車（きんてつ1800けいでんしゃ）は、近畿日本鉄道（近鉄）が1966年に導入した一般車両（通勤形電車）である。1600系に次ぐ名古屋線用の通勤車で、性能は大阪線用の高出力車である2400系と共通するが、平坦な名古屋線向けとして発電ブレーキ・抑速ブレーキの搭載は省略された。1967年からはラインデリアを装備した1810系の増備に移行した。

## 構造

### 車体
車体関係は先に製作された大阪線向け2470系や2400系を基に各線で定められた車体共通規格が採用され、貫通路は広幅に、車内見付の見直しなどの改良が行われている。塗装はマルーンレッド一色を採用している。

### 主要機器・性能
主電動機は出力155 kWのMB-3110Aが採用され、主制御器は直並列制御の多段式MMC-HT10E（モーター4台制御）となっている。台車は近畿車輌製KD-60系金属ばね台車を採用した。
ブレーキ（制動）方式は電磁直通ブレーキであるが、発電ブレーキ・抑速ブレーキの省略によりHSC形を搭載した。空気圧縮機はモ1800形に、電動発電機はク1900形に搭載し、パンタグラフはMc車連結側に設置され、Tc-Mcの重量の均等化を図っている。
性能面は大阪線用2400系と同一の走行性能を有し、1M1T編成においては最高速度110 km/hを確保する一方、1M2T編成においては1両当たりの出力は200 kW余りで高速性は名古屋線旧型車のMT比1:1編成並みに留まった。

## 形式別概説

### 1800系
1966年に1600系の増備型として登場。主電動機の出力が1600系の125 kWに代わり高出力の155 kWとなった。編成はMc-Tcの2両編成4本8両と、1M2T編成を当初から想定していたため増結用ク1950形2両があった。
翌年にはラインデリア装備の1810系に移行したため、計10両の製造にとどまった。電算記号はH。

### 1810系
1800系にラインデリアを装備した系列で、1967年に登場した。1800系の限界設計をさらに進め1M2T固定編成を標準とした。初回製造分は3両編成5本と2両編成4本の23両が投入され、1979年までに43両が製造された。電算記号はH（H11 - H27）。
ラインデリア取り付けの関係上、屋根高さが1800系より120 mm低いレール面から3530 mmとなり、側面の腰板高さは850 mm、窓框は900 mmとされ、連結面の貫通路も狭幅に変更された。前面尾灯形状も変更されている。
性能面は1800系と同等で、駆動装置や主電動機や制動方式を含む補機類の配置も同系に準拠する。制御装置は低圧回路にトランジスタ磁気増幅器を用いて継電器のほとんどを無接点化した日立製作所製NMC型（モーター4台制御）で電動車に搭載した。集電装置はモ1810形モ1811 - モ1813・モ1826・モ1827に2基搭載されたが、1826F・1827Fは下枠交差型に変更された。
台車は1811F - 1827Fとサ1960形は近畿車輛製KD-65（電動台車）およびKD-65A（付随台車）で、サ1970形のみ近畿車輛製KD-87Aで、いずれも車体直結型シュリーレン式の空気ばね台車となっている。
1968年にサ1966、1969年にサ1967が製造されて1816F・1817F、1979年にサ1970形が製造されて1826F・1827Fが3両固定編成化された。1970年製の1823FからはA-A基準を採用し、車体の難燃性を強化したほか、側面に列車種別表示灯がつけられた。1979年に製造されたサ1970形では製造時から冷房装置を搭載しているため、車体断面は2800系に準じており、座席も2800系や8600系と同一の座面の低いものに変更されている。
大阪線との車両転配を円滑にするため、1977年以降は大阪線・名古屋線共通設計仕様の2800系が名古屋線にも新製配備され、これが「1810系の増備車」の役割を兼ねる形となった。なお、2800系に相当する1810系の機器構成を踏襲した新製冷房車は2800系 サ2950形サ2966・サ2967と同一仕様で製造されたサ1970形を除けば、登場しなかった。
| ← 近鉄名古屋 |             |
| Tc ク1910形  | Mc モ1810形 |

## 改造

### 冷房化とパンタグラフの交換
1979年から1800系の冷房化が順次開始され、同時に方向幕取付やパンタグラフの2基搭載、1804Fは下枠交差型のPT-48型に交換された。
1810系も1979年から1982年にかけて冷房化が行われ、1814F・1824F・1825Fのパンタグラフが1826F・1827Fと同様の下枠交差型に交換された。この3編成は連結側1基のみが搭載されている。

### 車体更新・発電ブレーキ設置
1984年からは1800系の車体更新が施工され、性能向上のため停止用発電ブレーキの追設も行われた。ブレーキは発電併用電磁直通ブレーキのHSC-Dとなった。主制御器が制動転換器付のMMC-HTB10Eに変更されたほか、増結用のク1950形は1988年の冷房改造と車体更新の際に1600系モ1650形と固定編成化された。
1810系は1985年から1991年にかけて1811F - 1827Fに車体前面および側面の方向幕および運転台の発電ブレーキ設置を中心とする車体更新、1999年にサ1970形に車体更新が行われた。

### 1000系高性能化に伴う改造・車番交換
1984年より行われた1000系の高性能化時にク1910形ク1924・ク1925が1000系ク1100形ク1101・ク1102（旧1200系ク1300形ク1301）、ク1910形ク1912 - ク1917が1000系ク1100形ク1103 - ク1107・ク1108（元ク1102）と車番交換の上で振り替え、1812F - 1817Fがそれぞれ中間からサ1960形サ1962 - サ1967を抜いて2両固定編成6本に短縮し、それぞれ1812F - 1817Fから外されたサ1960形サ1962 - サ1967が電装の上でモ1050形モ1053 - モ1058に改番が行われ、1000系1003F - 1007F・1008F（元1002F）に編入されたが、他のM車とは前後逆の窓配置の3両固定編成に組成変更したことから、3両編成車とは異なる特徴を持つこととなった。この内、1825Fは製造当初より冷房装置付きで製造された1000系ク1100形ク1102（旧1200系ク1300形ク1301）と編成を組んだために両先頭車で車体断面の異なる2両固定編成に短縮した。
以上の改造に伴う車番交換と改番は以下の通り。
- ク1910形 ⇔ ク1100形
  - ク1924・ク1925・ク1913 - ク1917・ク1912 ⇔ ク1101・ク1102（旧1200系ク1300形ク1301）・ク1103 - ク1107・ク1108（元ク1102）
- サ1960形 → モ1050形
  - サ1963 - サ1967・サ1962 → モ1053 - モ1058

この改造により、1810系は2両固定編成8本の陣容となった。

### 2430系への組み込み
1991年に1811Fが中間からサ1960形サ1961を抜いて2両編成に短縮し、1826F・1827Fがそれぞれ中間からサ1970形サ1976・サ1977を抜いて元の2両編成に戻し、1811Fから外されたサ1960形サ1961が2430系2443F、1826F・1827Fから外されたサ1970形サ1976・サ1977が2430系2444F・2445Fの中間車として組み入れられ、4両固定編成3本に組成変更したが、最小限に改造の上で改番が省略された。この内、製造当初より冷房装置付きで製造されたサ1970形サ1976・サ1977は2430系2444F・2445Fの中間車として組み入れられたために車体断面の異なる4両固定編成2本に組成変更した。これにより、1810系は2両固定編成と2両編成計17本と付随車3両の陣容となった。
しかし、2006年11月から2007年4月にかけてサ1960形サ1961が2430系2443F、サ1970形サ1976・サ1977がそれぞれ2430系2444F・2445Fから外され、サ1970形サ1976がサ1960形サ1961と交換されて2430系2443F、サ1970形サ1977がサ1550形サ1553を抜いて元の3両編成に戻していた2430系2433Fの中間車として組み入れられ、引き続き車体断面の異なる4両固定編成を組成した。

### 1800系の養老線転用（600系・610系）

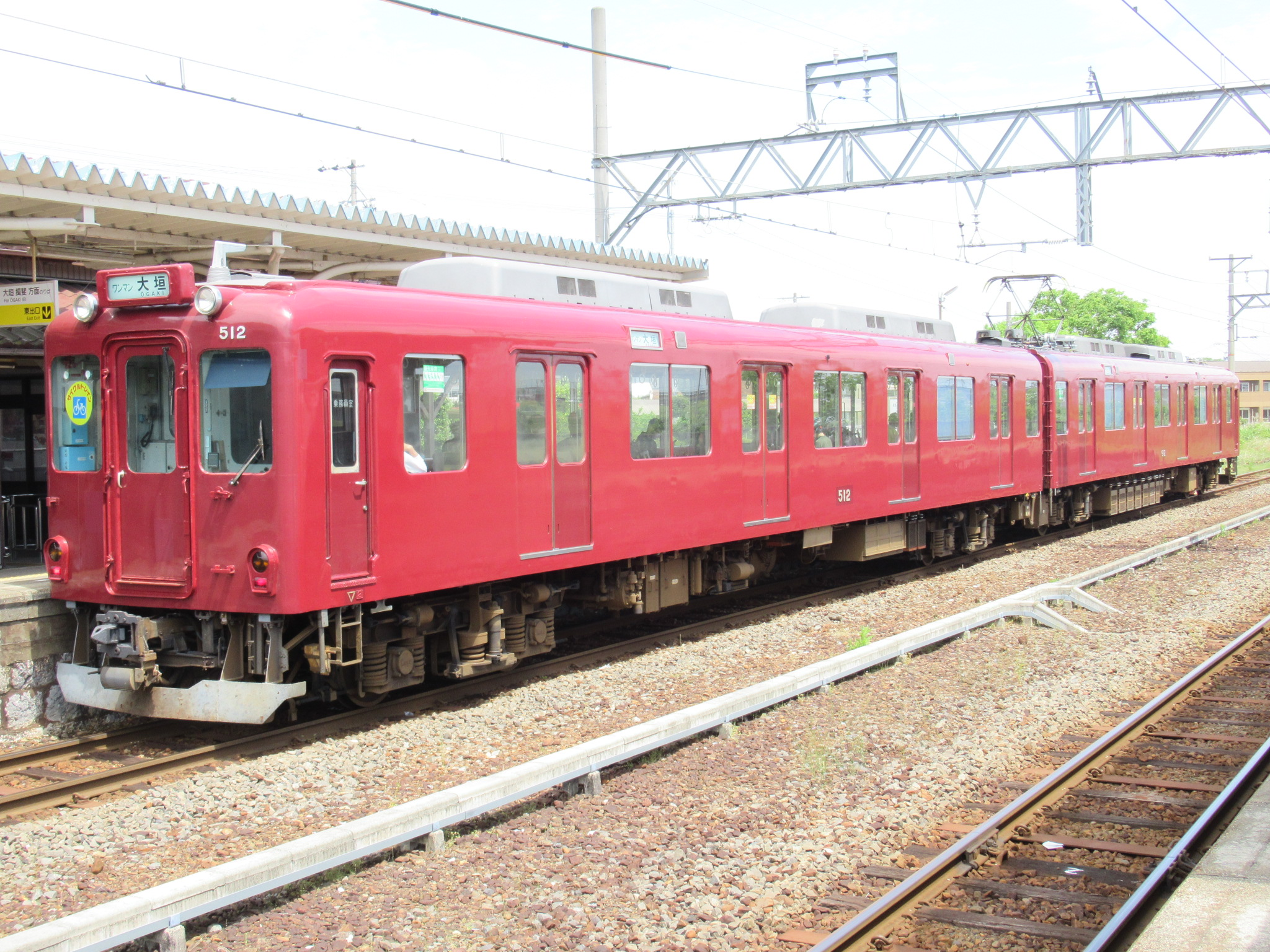
養老線転出後の姿 (元ク1902)

養老線車両高性能化のため、1800系は1992年から1994年にかけて狭軌化の上、600系・610系に編入されて全車両養老線に転属し、系列消滅した。その際、余剰発生品となった主電動機と台車はモト97・98の機器更新用として転用された。

### B更新
1996年から2000年にかけて1810系1811F・1818F - 1823F・1826F・1827F・モ1810形モ1812 - モ1817に2回目の車体更新（B更新）が行われた。1998年以降のB更新車では乗降口の雨樋取付と乗降扉床面のノンスリップ化が行われた。なお、ク1910形ク1912 - ク1917（旧1000系ク1100形ク1103 - ク1107・ク1108（元ク1102））と1824F・1825FにはB更新が行われていない。

### 車体連結部の転落防止幌設置
2007年12月から2013年2月にかけて1810系1822F・1823F・1826F・1827F・サ1970形サ1976・サ1977に車体連結部の転落防止幌設置が行われた。

## 運用
廃車の進行により、2016年時点では名古屋線用1810系2両編成2本および大阪線用2430系に組み込みの1976・1977のみが残存する。
- 1810系1826F・1827F

名古屋線系統において急行の増結編成や準急・普通列車として運用されている。併結車両は特に限定されていないが、2編成しか残っておらず、準急や普通列車よりも6両編成の急行運用が多くなっている。
2017年2月26日には残る2編成を用いた団体貸切列車が運転され、客扱い区間の桑名駅 - 中之郷駅・伊勢石橋駅間では特製のヘッドマークが掲出されて運転された。 

## 廃車
抑速ブレーキは装備されず、先述のように運用が限定されていること、名古屋線では2002年3月20日のダイヤ改正で近鉄蟹江駅の急行停車化に伴い、日中の四日市行き準急と富吉駅折り返しの普通列車の運行本数が大幅削減で減少したことから、余剰となる車両が発生した。また、養老線に転出しても使える期間が短いこと、ク1910形ク1912・ク1924・ク1925（旧1000系1001F・1002F（旧1200系1201F）・1008F（元1002F））の台車の老朽化が進行したことから、先述の1000系の高性能化による旧ク1910形ク1912 - ク1917・ク1924・ク1925の車番交換と元サ1960形サ1962 - サ1967の改番を除き、まず2002年5月から2004年6月にかけて1812F - 1817F・1824F・1825Fが廃車となっており、この時点で1000系ク1100形（ク1100形ク1102は旧1200系ク1300形ク1301）と車番交換の上で振り替えた車両は全廃となった。続いて2005年2月から2008年9月にかけて1811F・1818F - 1821F、先述の編成両数の減車時に2430系2443Fから外されたサ1960形サ1961、大阪線向け2800系2両編成車の転属で置き換える形で2013年7月に1822F・1823Fが廃車となっており、この時点で残る1826F・1827Fの4両は富吉検車区、サ1970形サ1976・サ1977の2両は高安検車区に配置されている。名古屋線においては1000系と同様に最古参系列となっている。

既に廃車された1811F・1820F・1822F・1823Fは富吉検車区、1812F - 1819F・1821F・1824F・1825Fは明星検車区、サ1960形サ1961は高安検車区に配置されていた。なお、1998年時点で2両編成車は全て明星検車区に配置されていた。